# Тюдор, Уилл
Уи́льям Джеймс Си́бре (Уилл) Тюдор (англ. William James Sibre "Will" Tudor; род. 11 апреля 1987 года, Лондон, Англия) — английский актёр. Наиболее известен по роли Оливара в сериале канала HBO «Игра престолов», которую исполнял с третьего по пятый сезон шоу и по роли Себастьяна Верлака / Джонатана Моргенштерна в телесериале Freeform «Сумеречные охотники».

## Фильмография

### Кино
| Год  | Название на русском | Название на английском | Роль          | Примечания         |
| ---- | ------------------- | ---------------------- | ------------- | ------------------ |
| 2014 | Академия вампиров   | Vampire Academy        | Senior Novice | не указан в титрах |
| 2014 | Бонобо              | Bonobo                 | Тоби          |                    |
| 2018 | Завтра              | Tomorrow               | Тристан       |                    |

### Телевидение
| Год           | Название на русском | Название на английском | Роль                                   | Примечания                                  |
| ------------- | ------------------- | ---------------------- | -------------------------------------- | ------------------------------------------- |
| 2011          | Большие надежды     | Great Expectations     | почитатель Эстеллы                     | Эпизод: «Episode #1.2»                      |
| 2013          | Врачи               | Doctors                | молодой Сэм                            | Эпизод: «Turn Back Time»                    |
| 2013—2015     | Игра престолов      | Game of Thrones        | Оливер                                 | 7 эпизодов (3-5 сезоны)                     |
| 2014          | В клубе             | In the Club            | Джек Мурхаус                           | 4 эпизода                                   |
| 2014          | Красный шатёр       | The Red Tent           | Джозеф                                 | 4 эпизода                                   |
| 2015—наст.вр. | Люди                | Humans                 | Оди/V                                  | 14 эпизодов                                 |
| 2016          | Мистер Селфридж     | Mr Selfridge           | Фрэнк Уайтли                           | 4 эпизода                                   |
| 2017          | Сумеречные охотники | Shadowhunters          | Себастьян Верлак/ Джонатан Моргенштерн | 11 эпизодов                                 |
| 2018          | Предания            | Lore                   | Леви Холистер                          | Эпизод: «Mary Webster: The Witch of Hadley» |
| 2018          | Торвилл и Дин       | Torvill & Dean         | Кристофер Дин                          | Телевизионный фильм                         |